# Teatro Principal (Barcelona)
El Teatro Principal, antiguo Teatro de la Santa Cruz (Teatre de la Santa Creu, en catalán), es un edificio del paseo de La Rambla de Barcelona. Se trata del teatro más antiguo de la ciudad y uno de los más antiguos de toda España.

## Historia
El teatro se fundó por una donación de un terreno y unas casas en la Rambla de Barcelona, realizada por Joan Bosch a favor del Hospital de la Santa Cruz, entonces el más importante hospital de la ciudad, para que edificara en él un teatro; con los beneficios de las representaciones, el hospital podía sufragar parte de sus gastos. Por otra parte, para que estos beneficios fueran mayores, el teatro naciente tendría la exclusiva de las representaciones teatrales en la ciudad. Esto le fue concedido por privilegios extendidos por Felipe II en 1568 y 1587. Estaba regido por una junta de canónigos que lo arrendaba al empresario que ofrecía las mejores condiciones.
Las obras empezaron en 1597 y acabaron en 1603: desde entonces e ininterrumpidamente, el lugar ha sido ocupado por un teatro y la plaza situada delante ha sido conocida como Pla de las Comèdies ('Llano de las Comedias') y, actualmente, como Plaça del Teatre. El edificio original tendría la estructura de un corral de comedias, de madera, y fue reconstruido varias veces; en 1728-1729 se amplió y el edificio se edificó en piedra. El 27 de octubre de 1787 sufrió un incendio que lo destruyó por completo. Reconstruido gracias a las donaciones de nobles como el marqués de Ciutadilla y el conde de El Asalto, el nuevo teatro, más suntuoso, fue inaugurado el 4 de noviembre de 1788.
Durante el siglo XVIII acogió espectáculos de ópera, preferentemente italiana: desde 1750, además de la temporada de teatro, también se programaba una temporada anual de ópera, con una compañía dedicada exclusivamente a ello. Desde finales del siglo XVIII se introdujeron conciertos vocales e instrumentales. En el siglo XIX se popularizaron las comedias de magia y la zarzuela; la ópera se mantenía, en competencia, desde 1837, con el Gran Teatro del Liceo, que se mantuvo hasta final de siglo. La comedia de Pitarra Liceístas y cruzados satiriza los enfrentamientos entre los partidarios de los dos teatros.

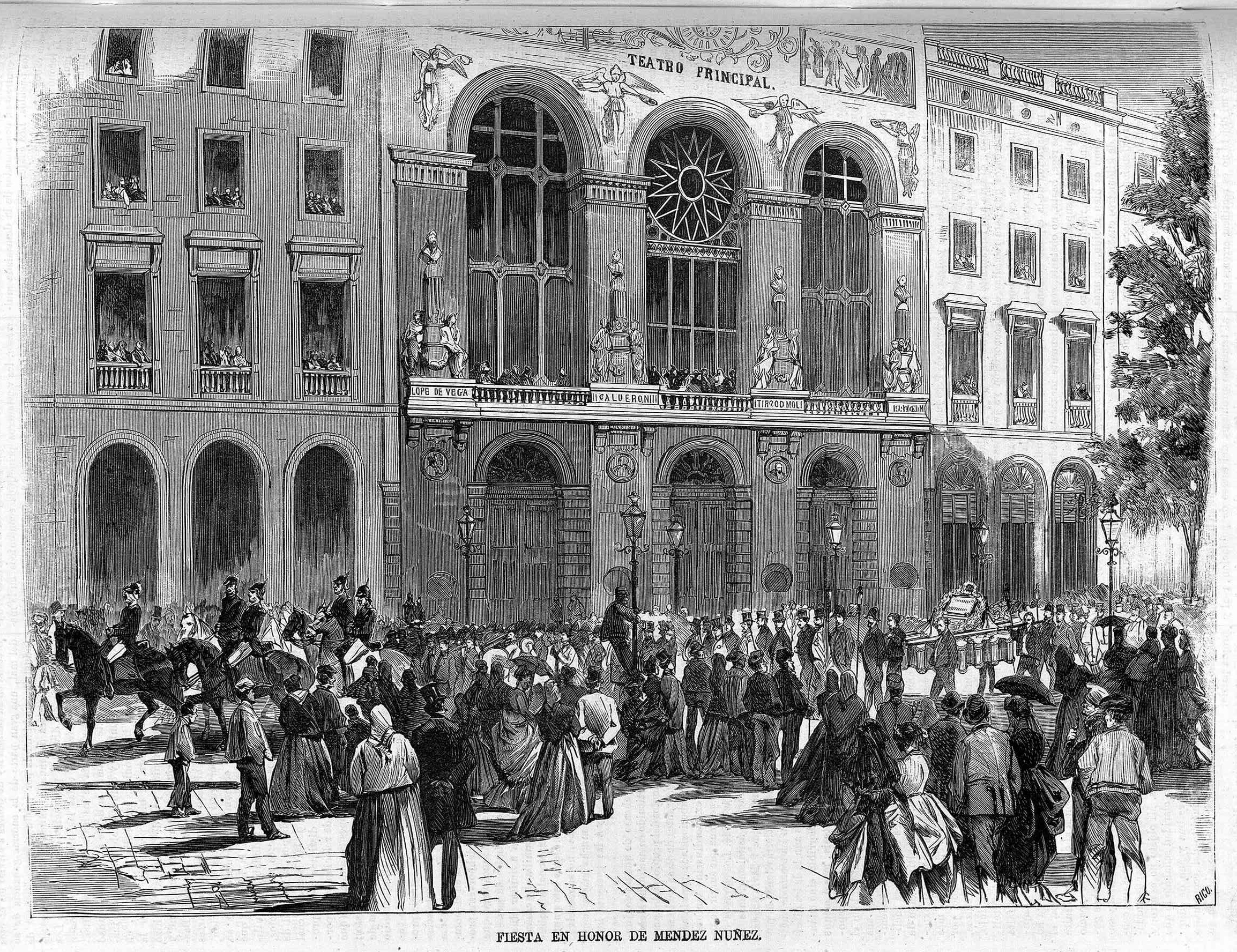
Vista del teatro en la segunda mitad del siglo, en una ilustración de Francisco Pradilla grabada por Rico (La Ilustración de Madrid, 1871)

Conocido como Corral de Comèdies y luego como Cases de l'Òpera ('Casas de la Ópera'), fue llamado Teatre de la Santa Creu. En 1840 recibió el nombre de Teatro Principal, que ha mantenido. La reforma y cambio de nombre se debió a que se estaba edificando en la ciudad —y fue inaugurado en 1847— un nuevo teatro, el Gran Teatro del Liceo, que sería, durante decenios, el rival del antiguo teatro, contratando grandes artistas y programando nuevas óperas. En 1847 fue reformado y su fachada adoptó la estructura que aún se conserva.
En el último cuarto del siglo XIX empezó su decadencia. Una campaña popular impidió que fuera derribado en 1889. A principios del siglo XX continuó su declive, coincidiendo con el paso de la propiedad del hospital a manos particulares. Abandonó su dedicación a la ópera y tuvo un papel importante en la renovación del teatro en catalán.

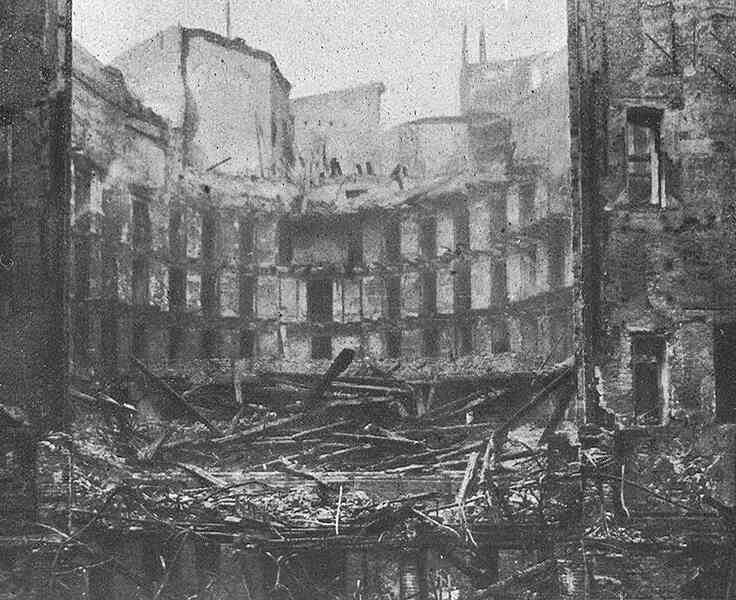
Vista del interior del teatro tomada desde el fondo del escenario después de sofocado el incendio de noviembre de 1915

Un nuevo incendio en 1915, el 4 de noviembre, marcó el principio del fin; reconstruido, ya no volvió nunca a tener el prestigio precedente; cambió su nombre por el de Teatro Principal Palace. En 1924 y 1933 (18 de septiembre) padeció dos incendios, el último de los cuales destruyó por completo el interior. En la reforma, se abandonó la estructura a la italiana y se construyó una sala moderna, con platea y un único piso superior que llegaba a cubrir media platea, mejorando la visibilidad general. El 1 de junio de 1934 volvió a abrir con la revista Las mujeres del zodíaco.
Posteriormente la sala, reformada, se dedicó al cine, las variedades y el género ínfimo, y una parte del edificio alojó un frontón. En una planta superior se instaló un cabaret. Hacia los años ochenta y noventa del siglo XX empezó a acoger esporádicamente conciertos, recitales e incluso espectáculos teatrales y operísticos (en 1998–1999 se representaron cuatro óperas traducidas al catalán). Se barajó la posibilidad de restaurarlo como sala para espectáculos operísticos de formato reducido, dependiendo del Gran Teatro del Liceo, y fue durante un tiempo local de ensayos de la orquesta y coro del Gran Teatro del Liceo. En enero de 2006 cerró de nuevo sus puertas como teatro.
De 1872 a 1906, en el local de la planta superior se instaló la sede del Ateneo Barcelonés.
Está previsto que el Teatre Principal de la Rambla reabra en 2024 tras la rehabilitación de sus seis salas.

## Edificio

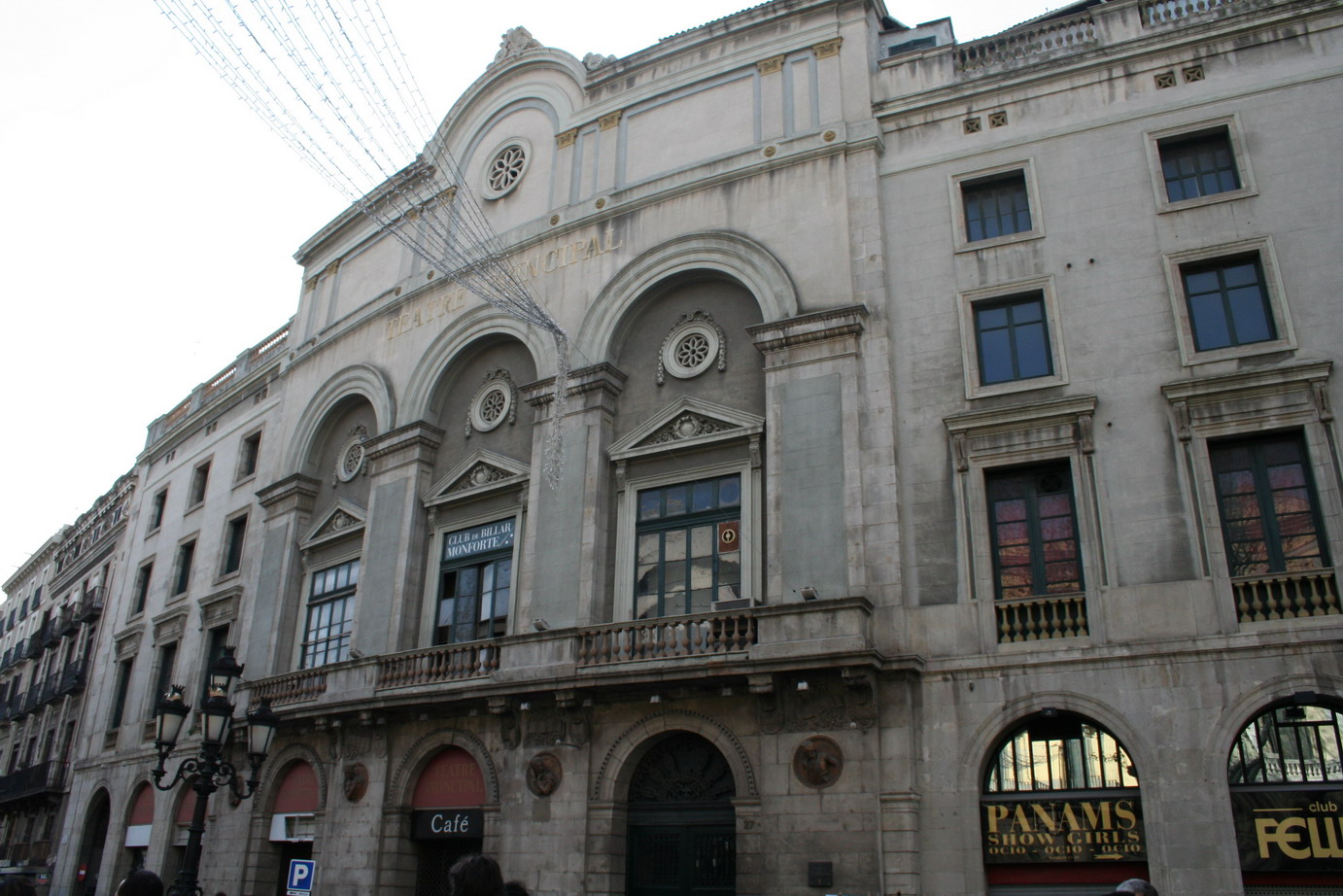
Fachada del teatro en la actualidad, tras las reformas de los años treinta del.

Antiguos grabados muestran la fachada del siglo XVIII: plana y con dos cuerpos, con tres arcos semicirculares y columnas jónicas pareadas flanqueándolos en el inferior, y pilastras jónicas y ventanas con frontones en el segundo (mayor la central), con barandilla sobre el arquitrabe del primer cuerpo. Remataba la fachada un frontón semicircular en centro, y balaustrada con jarrones a los lados. En 1847 se añadió un balcón a la fachada y decoración con piezas de terracota: bustos de actores y personajes en el cuerpo bajo (algunos se conservan aún) y bajorrelieves con figuras aladas en el superior, ya desaparecidos. La fachada adoptó una forma convexa en su parte central. En los incendios y sucesivas reformas del siglo XX, estos elementos desaparecieron en su mayoría, manteniéndose la forma curvada de la fachada y las aberturas de puertas y ventanas.

## Historia artística
El escenario alternó las representaciones de teatro, en castellano y catalán, con las de ópera, que fueron las que le dieron más prestigio y éxitos de público.
El empresario había de programar una temporada teatral que iba de Pascua a la Cuaresma del año siguiente. Desde 1750 se mantenían dos compañías estables: una de ópera italiana y otra de comedia (teatro de texto). En algunas épocas se añadió una tercera compañía, generalmente italiana, de baile. Los actores de ópera y baile eran generalmente contratados en Italia; los de teatro, a menudo, provenían de Madrid.
Desde 1797 se introdujo la costumbre de celebrar conciertos vocales e instrumentales para evitar el cierre durante la Cuaresma. También se celebraban espectáculos de circo, exhibiciones gimnásticas, juegos de manos, variedades, etc.

### Teatro de texto
A partir del siglo XVIII el Teatro de la Santa Cruz se renovó, favorecido por la llegada de los Bibiena, traídos por el archiduque Carlos de Austria, entonces Conde de Barcelona y pretendiente al trono de España, que ubicó la corte real en Barcelona. La derrota de los austracistas rompió el intento de conexión con los teatros europeos. Gracias al comercio con Génova y Nápoles, se intensificaron los lazos con Italia y la influencia del teatro y la música italianas.
En el siglo XIX empezaron a estrenarse sainetes y comedias costumbristas de autores como Francesc Renard, José Arrau y Estrada, Manuel Andreu Igual, Ignasi Plana, etc. Hacia 1820 se estrenaron las comedias de José Robreño y Tort, que alcanzaron gran popularidad. El uso de la tramoya, introducida por el occitano Juan de Grimaldi, popularizó las comedias de magia. La nueva generación de autores de sainetes está representada por Josep Bernat i Baldoví.
Alrededor de 1860, se da el auge de los autores en catalán: Frederic Soler, Eduardo Vidal Valenciano y Conrad Roure, que evolucionan desde el sainete al drama romántico, burgués e historicista. En 1865, Eduardo Vidal Valenciano, estrena su primer drama en catalán, Tal faràs, tal trobaràs. Como homenaje a esta generación de autores, en la plaza que hay delante del teatro, en La Rambla, se levantó un monumento a su representante más conocido: Frederic Soler, conocido como «Serafí Pitarra».
En 1906 se instaló en el teatro una compañía innovadora: Espectáculos y Audiciones Graner. Ofrecían espectáculos teatrales con abundante música, obras nuevas, en texto y música, de los mejores autores catalanes del momento: Josep Carner, Adrià Gual, Apeles Mestres, etc., en los textos, y Enric Morera, Enrique Granados, Felipe Pedrell, etc., en la música.
A partir del incendio de 1915, la decadencia del teatro se acentuó. Aun así, en su última etapa (1935) vio el estreno absoluto de Doña Rosita la soltera de Federico García Lorca, estrenado por Margarita Xirgu.

### Ópera y música
La ópera había entrado en Barcelona en 1708, con el estreno de la ópera de Antonio Caldara Il più bel nome en el salón del edificio de la Lonja. Durante los años siguientes se cantaron varias óperas italianas de Caldara, Carlo Pollarini, Francesco Gasparini, Andreas Fiore, etc. En el mismo escenario se estrenó la Dafne de Emmanuele d'Astorga. A partir de 1714, con la toma de Barcelona con que acaba la Guerra de Sucesión, se interrumpe la actividad operística en la ciudad.

#### ElsigloXVIII
En 1750 encontramos, ya en el Teatro de la Santa Cruz, una compañía de ópera italiana, organizada por Niccolò Setaro, que se estableció durante tres años. A partir de entonces, se sucedió la contratación de empresarios y compañías italianas, de manera que se podía hablar de una temporada estable de ópera, junto a la de teatro de texto.
El repertorio alternaba ópera seria y bufa, con predominio de esta última. Barbara Narici, Francesca Santarelli, Anna Bastiglia, Antonio Catena, Giuseppe Baratti fueron algunos de los primeros cantantes de ópera que cantaron en el teatro. La primera función operística de la que tenemos constancia es la del 30 de mayo de 1750, cuando se estrenó El estudiante a la moda, con música de diferentes autores (de hecho, un pasticcio). La segunda ópera estrenada fue el pasticcio Don Bertoldo, en el intermedio de la cual se dio La serva padrona de Giovanni Battista Pergolesi. La finta cameriera de Gaetano Latilla y La vedova prudente de Bertoni fueron otras óperas dadas esa temporada. Demofoonte de Baldassare Galuppi se representó en 1751, con escenografía de Francesc Tramullas. Destacan en esos años las representaciones de Merope de Niccolò Jommelli (1751), Il tracollo de Giovanni Battista Pergolesi (1754), El conde Caramelo de Baldassare Galuppi (1754), Ifigenia de Niccolò Jommelli (1755), Il trionfo di Camila de Nicola Porpora (1755), y obras de Scarlatti, Giuseppe Scolari, Giuseppe Bono, Cocchi, etc.
Se consolidó así una actividad operística que, sin contar con el apoyo oficial de una corte, ganó el aplauso del público y creó una afición en la ciudad. El teatro se convirtió, además, en la puerta de entrada a España de numerosos autores musicales: en él se dieron, por primera vez en toda España, obras de Porpora, Galuppi, Pergolesi, Cimarosa, Gluck, Mozart, Salieri, Rossini, Bellini, Donizetti, Verdi, entre otros.
En 1760 se programó Buovo d'Antona de Tommaso Traetta y Le nozze di Dorina de Galuppi, junto al primer estreno de un autor español: L'Antigono de Josep Duran. Entre otras, representaciones posteriores destacan: La buona figliuola (1761) y Il curioso dal proprio male (1762) de Niccolò Piccinni, Temistocle de Josep Duran (1762), Il filosofo di campagna de Galuppi (1770), Sesostri de Domènec Terradellas (1774), Lo sposo burlato de Piccinni (1776), La finta semplice de Paisiello (1778) y óperas de Jommelli, Scolari, Gregorio Sciroli, Brusa, Fischietti, Gennaro Asteritta, entre otros.
1780 vio el estreno en España de una obra de Christoph Willibald Gluck: Orfeo ed Euridice. La italiana in Londra de Domenico Cimarosa se representó en 1782 y, del mismo autor, en 1783, Il pittore di Parigi, estrenada en Roma el mismo año. Il barbiere di Siviglia de Paisiello se representó en 1787 (y luego en 1798). Tras el incendio de 1788, en 1791 se estrenaron las óperas de Vicente Martín Soler: L'arbore de l'Amore y Una cosa rara; del mismo, en 1795, Il burbero de buon cuore y La capricciosa corretta (1798). En 1798 se vio la primera representación en España de una ópera de Mozart: Così fan tutte. También se vieron títulos de Antonio Salieri, Giuseppe Gazzaniga, Ferdinando Paer, Valentino Fioravanti, etc.

#### De 1801 a 1840
En 1802 actuó una compañía francesa que representó óperas de François-Adrien Boïeldieu, Dalayrac, Campini, Grétry, etc. En 1808, la prohibición de que actuaran compañías y artistas extranjeros, junto a la guerra, privó al teatro de su compañía de ópera, cerrado hasta 1810. Entonces empezaron a darse obras francesas para distracción de las tropas y funcionarios franceses que ocupaban la ciudad (durante la Guerra de la Independencia, Cataluña pasó a ser una provincia de Francia, separada de España[cita requerida]): Le calife de Bagdad de Boïeldieu, Richard Coeur de Lion, Silvain y La fausse magicienne de Grétry, Oedipe à Colonne de Giovanni Sacchini y óperas y operetas de Arquier, Dezede, Gaveaux, Devienne, etc. En 1814, ya pasada la guerra, la situación volvió a la normalidad.
1815 ve la primera representación española de una obra de Rossini: La italiana en Algeri, seguida en la misma temporada por las de L'inganno felice y La cambiale del matrimonio, junto con obras de Mosca, Pavesi, Generali y Mayer. Tancredi se dio en 1817 y La cenerentola, Torvaldo e Dorliska e Il barbiere di Siviglia rossinianos en 1818–1819, La gazza ladra en 1819–1820, Il turco in Italia en 1820–1821, etc. En este período se dieron óperas de Coccia, Giovanni Pacini, Vincenzo Puccita, Guglielmi, Portogallo, Ramón Carnicer (entonces director musical del teatro), etc. En 1823 se da la primera ópera de Saverio Mercadante, Elisa e Claudio, a la que continuarán muchas otras del mismo autor en los años sucesivos. En 1825 hace su aparición Giacomo Meyerbeer con Marguerite d'Anjou. Donizetti se ve en 1828 con La ajo nell'imbarazzo. Caraffa, Persiani, Vaccai son otros autores que se representan. Vincenzo Bellini, con Bianca e Fernando, hace su aparición en 1830.
Entre los estrenos dados, destacan los de: L'elisir d'amore (1833) y Anna Bolena (1835) de Donizetti, Guillaume Tell de Rossini (1834), Norma de Bellini (1835).

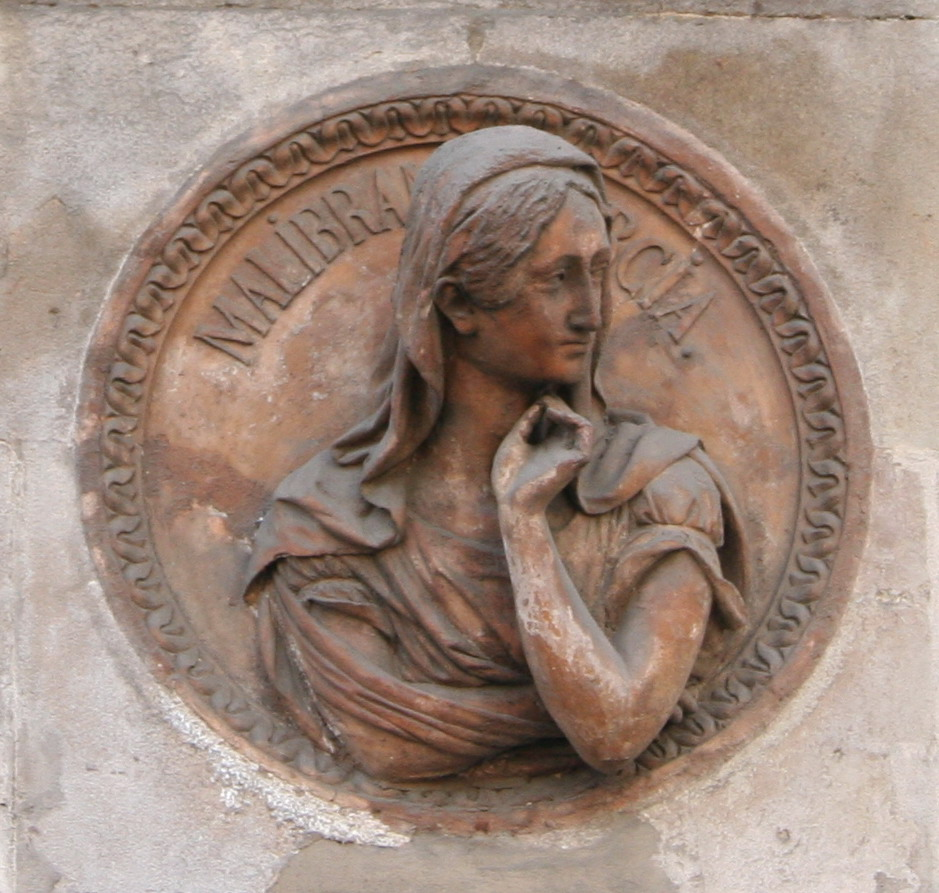
La fachada del teatro está decorada con medallones de terracota con bustos de famosos actores y cantantes del, como María Malibrán.

La competencia con el Gran Teatro del Liceo, que empieza sus actividades en un local provisional en 1837, produce que la empresa intente programar más estrenos y contratar mejores cantantes. Lucia di Lammermoor y Roberto Devereux de Donizetti se dan en 1838; Lucrezia Borgia, del mismo, y La muette de Portici d'Auber, en 1840. En 1842 se representa la primera ópera de Verdi: Oberto, conte di San Bonifacio; en 1844, dará Nabucco; desde entonces, Verdi se convertirá en un habitual en la programación (I lombardi en 1845, etc.).

#### La rivalidad con el Liceo (hasta 1875) y la decadencia
En 1850, el Teatro Principal y el Gran Teatro del Liceo pasan a manos de un único empresario: la falta de rivalidad hace que no se estrenen tantas obras nuevas: Luisa Miller de Verdi (1851), Poliuto de Donizetti (1856), Stiffelio de Verdi (1856). La juive de Halévy (1859) o Martha de Friedrich von Flotow (1860), Le caïd de Thomas (1864), Si j'étais roi de Adolphe Adam, Les diamants de la couronne de Auber (1866). Durante estos años, toma la iniciativa el Gran Teatro del Liceo y el Principal continúa con su programación operística, pero sin tantos estrenos. Aun así, en 1876 estrena en Barcelona la Aida de Verdi y el Roméo et Juliette de Gounod y en 1882 estrena la primera ópera wagneriana en la ciudad: Lohengrin, y el Hamlet de Thomas. Cantaron entonces en el teatro figuras importantes como Enrico Tamberlick, Stagno, Uetam, Adelina Patti, Angelo Masini y Julián Gayarre.
La decadencia ya era mayor: la competencia del Gran Teatro del Liceo y la de otros teatros que también ofrecían ópera —el Teatro Nuevo, el Tívoli, el Novedades, etc.— hicieron que la empresa de decantara hacia el teatro de texto. En 1906 se instaló en el teatro una compañía innovadora: Audicions Graner. Ofrecían espectáculos teatrales con abundante música, obras nuevas, en texto y música, de autores catalanes: Josep Carner, Adrià Gual, Apel·les Mestres, etc., en los textos, y Enric Morera, Enrique Granados, Felipe Pedrell, etc. en la música.
Tras el incendio del 3 de noviembre de 1915, el Principal ya no volvió a ofrecer espectáculos operísticos.
Entre los músicos que dirigieron el teatro se encuentran Antonio Tozzi, Pietro Generali y Ramón Carnicer.

## Estrenos absolutos en el teatro

### Ópera, teatro lírico y obras musicales
- 1746 Una vez da el amor la paz, zarzuela de José Martí, libreto de Pedro Pablo Gregori
- 1750 Il chimico, ópera de Giuseppe Scolari
- 1752 Didone abbandonata, ópera de Giuseppe Scolari
- 1752 L'impostore, ópera de Gioacchino Cocchi i Giuseppe Scarlatti
- 1753 Vologeso, ópera de Giovanni Battista Lampugnani (revisión de una ópera de 1752)
- 1754 Venceslao, ópera de Gaetano Latilla
- 1755 Il trionfo di Camila, ópera de Nicola Porpora, segunda versión revisada de la estrenada en 1740
- 1760 L'Antigono, ópera de Josep Duran
- 1761 El señor doctor, «dramma giocoso» de Domenico Fischietti
- 1762 Temistocle, ópera de Josep Duran
- 1783 I due gemelli Castore e Polluce; Lo scherzo della magia, óperas de Antonio Tozzi
- 1788 La caccia d'Enrico IV, ópera de Antonio Tozzi; El café de Barcelona, zarzuela de Ramón de la Cruz con música de Blas de Laserna; Il caffè di Barcellona, ópera bufa de Vincenzo Fabrizi
- 1791 Zemira e Azor, ópera de Antonio Tozzi
- 1792 L'amore alla patria, ossia, Cordova liberata, ópera de Antonio Tozzi
- 1794 I due ragazzi saboiani, ópera de Antonio Tozzi
- 1797 Il Telemaco nell'isola di Calipso, ópera de Fernando Sor
- 1797 La principessa filosofa, ópera de Carles Baguer
- 1802 Il trionfo di Venere, cantata de Antonio Tozzi
- 1805 Angelica e Medoro, ópera de Antonio Tozzi
- 1815 Bernardino, «opera buffa» de Pietro Generali
- 1815 El billete amoroso, tonadilla de Ramón Carnicer
- 1817 Gusmano di Valor y La cecchina, óperas de Pietro Generali

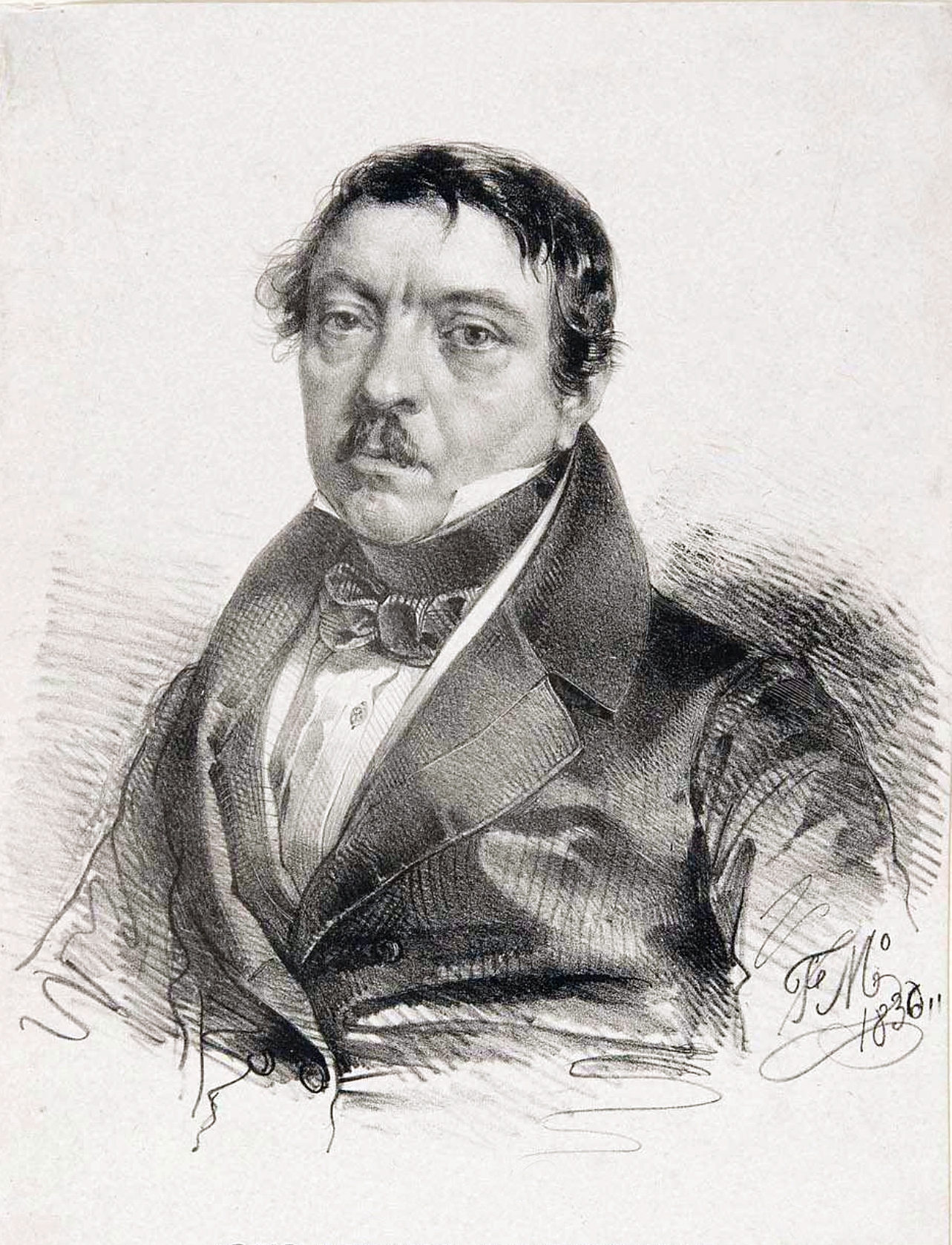
Ramón Carnicer fue director del teatro y uno de sus autores de éxito.

- 1818 Bernardino, ópera de Pietro Generali
- 1819 Adela de Lusignano, ópera de Ramón Carnicer
- 1821 Elena e Costantino, ópera de Ramón Carnicer
- 1822 Don Giovanni Tenorio, ópera de Ramón Carnicer
- 1824 Zeliska e Amoverno, ópera de Dionisio Brogialdi
- 1825 I due Figaro, ópera de Dionisio Brogialdi
- 1833 Ercole in Iberia, cantata de Mateu Ferrer
- 1835 Primera simfonia de Vicenç Cuyás
- 1839 La fattuchiera, ópera de Vicenç Cuyás
- 1839 Sermondo il Generoso, ópera de Antoni Rovira; La redoma encantada, zarzuela de Joan Goula
- 1840 La vedovella, ópera de Eduardo Domínguez
- 1843 Il proscritto d'Altenburgo, ópera de Carlos Grassi
- 1844 Ernesto, duca di Sicilia, ópera de Josep Piqué; Don Pelayo, ópera de Josep Gerlí
- 1845 La dama del castello, ópera de Eduardo Domínguez
- 1847 Melusina, ópera de Joan Sariols, libreto de Víctor Balaguer
- 1849 El diablo predicador, ópera de Basilio Basili
- 1850 Todos locos y ninguno, zarzuela de Narcís Freixas
- 1851 La tarántula, ballet-pantomima de Casimire Gide; Los recuerdos del latín, zarzuela de Demay de Schoembrun, libreto de Víctor Balaguer
- 1853 El sombrero de paja, zarzuela de Demay de Schoembrun; Tres para una, zarzuela de Nicolau Manent
- 1855 Libretto, ópera de Gabriel Balart
- 1862 Amor y arte, zarzuela de Gabriel Balart con libreto de José Zorrilla
- 1863 Rival y duende, zarzuela de Gabriel Balart
- 1871 El tulipán de los mares, zarzuela de Gabriel Balart
- 1878 Constanza, ópera de Antoni Nicolau (estreno de la obra completa)
- 1880 A la voreta del mar, ópera de Joan Goula
- 1884 La almoneda y el diablo, zarzuela de magia de Gabriel Balart
- 1890 Trafalgar, zarzuela de Jerónimo Giménez, libreto de Javier de Burgos
- 1891 Carmela, zarzuela de Tomás Reig
- 1892 Los saltimbanquis, zarzuela de Pettenghi
- 1894 L'illa tranquil·la, zarzuela de Urbà Fando
- 1895 Amores de un veneciano, opereta de Julio Pérez Aguirre
- 1899 De enero a enero, zarzuela de Albert Cotó, libreto de Joaquín Montero
- 1905 La matinada, obra lírica de Felipe Pedrell
- 1906 Gaziel, texto de Apel·les Mestres, música de Enrique Granados
- 1906 Triana, para piano, tercera pieza del segundo cuaderno de la suite Iberia de Isaac Albéniz
- 1906 Innocència, «passatemps còmico-líric», música de Joaquim Grant, texto de Eduard Aulès i Garriga
- 1907 A peu pla, «juguet en un acte», música de Frederic Alfonso, texto de Eduard Aulès i Garriga
- 1907 No diguis blat, «passatemps còmico-líric», música de Joan B. Borràs de Palau, texto de Eduard Aulès i Garriga
- 1907 La dida seca, zarzuela, música de Carles Oró, texto de Eduard Aulès i Garriga
- 1914 La Baldirona, zarzuela, música de Enric Morera, texto de Àngel Guimerà
- 1935 Las inviolables, Revista de José Padilla
- 1942 Los tres cosacos, zarzuela, música de Josep M. Torrens i Ventura y Pasqual Godes
- 1943 La canción del Tirol, zarzuela, música de Josep M. Torrens i Ventura
- 1945 La eterna canción, zarzuela de Pablo Sorozábal; Mambrú se fue a la guerra, zarzuela de Joan Dotras Vila, libreto de Federico Romero y Guillermo Fernández Shaw.

### Teatro
- 1604 El Bruto ateniense, de Gaspar de Mesa (escrita en 1602, quizás se representara antes en Madrid)
- 1641 Comedia de la entrada del Marqués de Los Vélez en Cataluña, y rota de Montjuïc, comedia anónima
- 1706 Comedia famosa del sitio de Barcelona y fuga del Duque de Anjou de Josep Ribes
- 1782 El amor de la libertad y La perla de Cataluña, o, Barcelona perdida y restaurada, comedias anónimas
- 1814 El médico a palos traducción y adaptación de Leandro Fernández de Moratín de la comedia de Molière Le médecin malgré lui
- 1818 Malek-Adhel, tragedia de Ángel de Saavedra, Duque de Rivas, basada en la novela de Marie Cottin Mathilde.
- 1832 Antonino, o, El mal uso del talento, comedia de Vicenç Bastús
- 1833 Qui no adoba la gotera, ha d'adobar la casa entera, comedia de éxito de autor desconocido; Mudarra, drama histórico de Francisco Altés
- 1842 Lealtad a un juramento, o, Crimen y expiación, de Ángela Grasi
- 1844 Bandera contra bandera, drama de Víctor Balaguer; Un Bara, drama de Juan Ullas; Roger de Flor, o, El manto del templario, drama de Antoni de Bofarull
- 1847 Los quid-pro-quos, de Joan Mañé i Flaquer
- 1859 Amores perdidos, drama de Joaquín Asensio de Alcántara
- 1864 Narros y cadells, drama histórico de Fernando Guerra; Los fueros de la Unión, drama histórico de Jerónimo Borao
- 1865 Tal faràs, tal trobaràs, drama de Eduard Vidal i de Valenciano; Un barret de rialles, comedia de Frederic Soler, «Pitarra»
- 1868 Benvingut sia, comedia de Eduard Vidal i de Valenciano
- 1870 Entre clérigos y diablos, o, El encapuchado, drama de José Zorrilla
- 1878 La masonera del León de Oro, comèdia de Eduard Vidal i de Valenciano
- 1879 Gala Placídia, tragedia de Àngel Guimerà (representación privada)
- 1896 Currita Albornoz, comedia de Juan Torrendell
- 1899 Lladres, drama de Ignasi Iglésias
- 1903 La barca, obra de Apel·les Mestres
- 1906 El comte Arnau, texto de Josep Carner, música de Enric Morera
- 1906 La matinada, texto de Adrià Gual, música de Felipe Pedrell
- 1906 La nit de Nadal, texto de Cases i Auger, música de Joan Lamote de Grignon
- 1906 La matinada, texto de Adrià Gual, música de Felipe Pedrell
- 1906 Fra Garí, texto de Xavier Viura, música de Montserrat Ayerbe
- 1906 Gaziel, texto de Apel·les Mestres, música de Enrique Granados
- 1906 La santa espina, texto de Àngel Guimerà, música de Enric Morera
- 1906 La dama d'Aragó, texto de Morató, música de Esquerrà
- 1906 Nit de Reis, de Apel·les Mestres
- 1906 Pierrot lo Lladre, de Apel·les Mestres
- 1906 Un malalt, monólogo de Apel·les Mestres
- 1906 Els tres tambors, obra de Adrià Gual
- 1906 Les alegres comediantes, obra de Adrià Gual
- 1907 La primera carta, monólogo de Santiago Rusiñol
- 1907 El miracle de Santa Agnès, drama de Salvador Vilaregut, con música de Francesc Montserrat; Valor, drama de Modest Urgell
- 1908 La reina vella, drama de Àngel Guimerà, música de Enric Morera
- 1910 Andrònica, drama de Àngel Guimerà (estreno en catalán; la traducción al castellano se había dado en Madrid en 1905)
- 1910 El redemptor, drama de Santiago Rusiñol
- 1911 La reina jove, drama de Àngel Guimerà; Muntanyes blanques y Els Zin-calós, dramas de Juli Vallmitjana
- 1912 L'arlequí vividor, obra de Adrià Gual
- 1912 El fill de Crist, obra de Ambrosi Carrión
- 1914 La lepra y L'envelat de baix, sainetes de Santiago Rusiñol
- 1915 El yermo de las almas, obra de Ramón María del Valle-Inclán
- 1935 Doña Rosita la soltera, o El lenguaje de las flores de Federico García Lorca; El jutge està malalt, obra de Carles Fages de Climent, con música de Jaume Pahissa.

## Algunos estrenos en España de obras musicales
El Principal fue un lugar donde se representaron y oyeron por primera vez en España algunas de las grandes obras del repertorio operístico y musical, en algunos casos con poco tiempo de diferencia desde su estreno absoluto (esta fecha se da entre paréntesis). Entre ellas:
- 1750 • La serva padrona de Giovanni Battista Pergolesi (1732).
- 1751 • Merope de Niccolò Jommelli (1741).
- 1754 • Livietta e Tracollo de Giovanni Battista Pergolesi (1734).
- 1755 • Ifigenia in Aulide de Niccolò Jommelli (1751).
- 1760 • Buovo d'Antona de Tommaso Traetta (1759).
- 1761 • La buona figliuola(1760) e Il curioso dal suo proprio danno (1756) de Niccolò Piccinni.
- 1762 • La scaltra letterata (1758) de Niccolò Piccinni.
- 1770 • Il filosofo di campagna de Baldassare Galuppi (1754).
- 1774 • Sesostri de Domènec Terradellas (1751).
- 1776 • Lo sposo burlato de Niccolò Piccinni (1769).
- 1780 • Orfeo ed Euridice de Christoph Willibald Gluck (1762).
- 1782 • La italiana in Londra de Domenico Cimarosa (1779).
- 1783 • Il pittore parigino de Domenico Cimarosa (1781).
- 1787 • Il barbiere di Siviglia de Giovanni Paisiello (1782); Don Giovanni de Giuseppe Gazzaniga (1787).
- 1793 • Il matrimonio segreto de Domenico Cimarosa (1792).
- 1795 • Le astuzie femminili de Domenico Cimarosa (1794).
- 1798 • Così fan tutte de Wolfgang Amadeus Mozart (1790).
- 1804 • La creación, oratorio de Franz Joseph Haydn
- 1805 • Las estaciones, oratorio de Franz Joseph Haydn
- 1810 • Le calife de Bagdad de François-Adrien Boïeldieu (1800); Richard Coeur de Lion (1784), Silvain (1770) y La fausse magie (1775) de Grétry; Oedipe à Colonne de Antonio Sacchini (1787).
- 1815 • L'italiana in Algeri (1813), L'inganno felice (1812) de Gioacchino Rossini.
- 1816 • La cambiale de matrimonio de Gioacchino Rossini (1810).
- 1817 • Elisabetta, regina d'Inghilterra (1815) y Tancredi (1813) de Gioacchino Rossini.
- 1818 • La Cenerentola (1817), Il barbiere di Siviglia (1816) y Torvaldo e Dorliska (1815) de Gioacchino Rossini.
- 1819 • La gazza ladra de Gioacchino Rossini (1817).
- 1820 • Il turco in Italia de Gioacchino Rossini (1814).
- 1821 • Otello de Gioacchino Rossini (1816).
- 1823 • Elisa e Claudio de Saverio Mercadante (1821); La scala di seta (1812) y La dona del lago (1819) de Gioacchino Rossini.
- 1824 • La zingara de Gaetano Donizetti (1822) (estreno en España)
- 1825 • Marguerite d'Anjou de Giacomo Meyerbeer (1820).
- 1826 • Semiramide de Gioacchino Rossini (1823).
- 1828 • La aio nell'imbarazzo de Gaetano Donizetti (1824).
- 1830 • Bianca e Gernando de Vincenzo Bellini.
- 1831 • Le comte Ory de Gioacchino Rossini (1828).
- 1833 • L'elisir d'amore de Gaetano Donizetti (1832).
- 1838 • Roberto Devereux de Gaetano Donizetti (1837).
- 1842 • Oberto, conte di San Bonifacio de Giuseppe Verdi (1839).
- 1844 • Nabucco de Giuseppe Verdi (1842).
- 1845 • I Lombardi alla prima crociata de Giuseppe Verdi (1843).
- 1851 • Luisa Miller de Giuseppe Verdi (1849).
- 1855 • Il campanello di notte de Gaetano Donizetti (1836).
- 1860 • Martha de Friedrich von Flotow (1847).
- 1864 • Le caïd de Ambroise Thomas (1849).
- 1866 • Si j'étais roi de Adolphe Adam (1852); Les diamants de la couronne de Daniel Auber (1841).